# Combiné nordique aux Jeux olympiques de 2006
Pour des articles plus généraux, voir Combiné nordique aux Jeux olympiques et Jeux olympiques d'hiver de 2006.
Navigation
Salt Lake City 2002 Vancouver 2010
Les épreuves de combiné nordique aux Jeux olympiques d'hiver de 2006 se sont tenues entre le 11 février et le 21 février 2006.

## Podiums
| Épreuves                       | Or                                                                    | Argent                                                               | Bronze                                                              |
| ------------------------------ | --------------------------------------------------------------------- | -------------------------------------------------------------------- | ------------------------------------------------------------------- |
| Individuel H 11 février        | Georg Hettich                                                         | Felix Gottwald                                                       | Magnus Moan                                                         |
| Par équipe H 16 février        | Autriche Michael Gruber Christoph Bieler Felix Gottwald Mario Stecher | Allemagne Björn Kircheisen Georg Hettich Ronny Ackermann Jens Gaiser | Finlande Antti Kuisma Anssi Koivuranta Jaakko Tallus Hannu Manninen |
| Individuel Sprint H 21 février | Felix Gottwald                                                        | Magnus Moan                                                          | Georg Hettich                                                       |

## Résultats
Individuel H (K95 / 15 km)
| Place | Nation     | Athlète           | Temps         |
| ----- | ---------- | ----------------- | ------------- |
| 1er   | Allemagne  | Georg Hettich     | 39 min 44 s6  |
| 2e    | Autriche   | Felix Gottwald    | +9 s 8        |
| 3e    | Norvège    | Magnus Moan       | +16 s 2       |
| 4e    | Norvège    | Petter Tande      | +16 s 3       |
| 5e    | Finlande   | Jaakko Tallus     | +17 s 3       |
| 6e    | Allemagne  | Sebastian Haseney | +51 s 1       |
| 7e    | Allemagne  | Björn Kircheisen  | +1 min 10 s 5 |
| 8e    | États-Unis | Todd Lodwick      | +1 min 12 s 0 |
par équipe H
| Place | Nation             | Athlètes                                                              | Temps         |
| ----- | ------------------ | --------------------------------------------------------------------- | ------------- |
| 1er   | Autriche           | Michael Gruber Christoph Bieler Felix Gottwald Mario Stecher          | 49 min 42 s 6 |
| 2e    | Allemagne          | Björn Kircheisen Georg Hettich Ronny Ackermann Jens Gaiser            | +15 s 3       |
| 3e    | Finlande           | Antti Kuisma Anssi Koivuranta Jaakko Tallus Hannu Manninen            | +26 s 8       |
| 4e    | Suisse             | Ronny Heer Jan Schmid Andreas Hurschler Ivan Rieder                   | +1 min 22 s 3 |
| 5e    | France             | François Braud Ludovic Roux Jason Lamy-Chappuis Nicolas Bal           | +1 min 32 s 0 |
| 6e    | Japon              | Daito Takahashi Takashi Kitamura Norihito Kobayashi Yosuke Hatakeyama | +1 min 43 s 4 |
| 7e    | États-Unis         | Johnny Spillane Carl Van Loan Bill Demong Todd Lodwick                | +1 min 59 s 9 |
| 8e    | République tchèque | Ladislav Rygl Pavel Churavý Aleš Vodseďálek Tomáš Slavík              | +4 min 05 s 9 |
Individuel Sprint H
| Place | Nation    | Athlète             | Temps         |
| ----- | --------- | ------------------- | ------------- |
| 1er   | Autriche  | Felix Gottwald      | 18 min 29 s 0 |
| 2e    | Norvège   | Magnus Moan         | +5 s 4        |
| 3e    | Allemagne | Georg Hettich       | +9 s 6        |
| 4e    | France    | Jason Lamy-Chappuis | +22 s 5       |
| 5e    | Finlande  | Jaakko Tallus       | +29 s 1       |
| 6e    | Norvège   | Petter Tande        | +30 s 1       |
| 7e    | Allemagne | Bjorn Kircheisen    | +36 s 7       |
| 8e    | Allemagne | Ronny Ackermann     | +38 s 7       |

## Médailles
| Rang | Nation    | Or | Argent | Bronze | Total |
| ---- | --------- | -- | ------ | ------ | ----- |
| 1er  | Autriche  | 2  | 1      | 0      | 3     |
| 2e   | Allemagne | 1  | 1      | 1      | 3     |
| 3e   | Norvège   | 0  | 1      | 1      | 2     |
| 4e   | Finlande  | 0  | 0      | 1      | 1     |